# Hofelf
Hofelf is een Belgisch bier van hoge gisting.
Het bier wordt sinds 2007 gebrouwen in ‘t Hofbrouwerijke te Beerzel. Het is een donkerblond bier met een alcoholpercentage van 7,5%.